# PlayStation Network Cards
PlayStation Network Cards (ou Tickets) são cartões pré-pagos para serem utilizados na compra de conteúdos online para as plataformas PlayStation 3 e PlayStation Portable na PlayStation Stores. Estes cartões acrescentam saldos em sua carteira online sem a necessidade do usuário possuir um cartão de crédito ou e-money.

## Utilização
Muitos downloads na PlayStation Store são de graça, mas alguns conteúdos são pagos, como jogos clássicos do PlayStation 1 e DLC's.
Cada compra efetuada permanece em sua lista de downloads, que através de uma licença, lhe permite refazer o download ou copiar em dois diferentes PlayStations 3, debaixo das restrições de cópia.
Os cartões comprados fora do país, apenas podem ser utilizados naquela região. Por exemplo, um cartão japonês não consegue ser utilizado para comprar conteúdo na PlayStation Store dos Estados Unidos da América.
O serviço do PlayStation Network Card/Ticket foi introduzido no Japão como uma alternativa ao cartão de crédito e ao Edy, um sistema de dinheiro eletrônico.

## Anúncios
O PSN canadenses foram anunciados em 15 de Junho de 2009.
O PSN europeu foram anunciados em uma conferencia da Sony em 18 de agosto de 2009 na Gamescom. O seu lançamento estava previsto para ser em 18 de setembro deste ano,mas um atraso na distribuição teve de atrasar o seu lançamento para dia 1 de outubro,a condizer com o lançamento da PSP GO.